# Río Jachcha Jahuira (vattendrag i La Paz, lat -16,82, long -68,90)
Río Jachcha Jahuira är ett vattendrag i Bolivia.   Det ligger i departementet La Paz, i den västra delen av landet, 500 km nordväst om huvudstaden Sucre.
Omgivningen kring Río Jachcha Jahuira består i huvudsak av gräsmarker. Området är ganska glesbefolkat, med 26 invånare per kvadratkilometer.